# كوتويي
كوتويي هي مدينة، في جمهورية الدومينيكان، تقع في محافظة سانشيز راميريز، بلغ عدد سكانها 79,596 نسمة وذلك حسب إحصائيات سنة 2012، تبلغ مساحتها 619,880,000 متر مربع (619.88 كـم2).

## المناخ
يظهر الجدول التالي التغييرات المناخية على مدار السنة لكوتويي:
| البيانات المناخية لـكوتويي                     | البيانات المناخية لـكوتويي | البيانات المناخية لـكوتويي | البيانات المناخية لـكوتويي | البيانات المناخية لـكوتويي | البيانات المناخية لـكوتويي | البيانات المناخية لـكوتويي | البيانات المناخية لـكوتويي | البيانات المناخية لـكوتويي | البيانات المناخية لـكوتويي | البيانات المناخية لـكوتويي | البيانات المناخية لـكوتويي | البيانات المناخية لـكوتويي | البيانات المناخية لـكوتويي |
| الشهر                                          | يناير                      | فبراير                     | مارس                       | أبريل                      | مايو                       | يونيو                      | يوليو                      | أغسطس                      | سبتمبر                     | أكتوبر                     | نوفمبر                     | ديسمبر                     | المعدل السنوي              |
| ---------------------------------------------- | -------------------------- | -------------------------- | -------------------------- | -------------------------- | -------------------------- | -------------------------- | -------------------------- | -------------------------- | -------------------------- | -------------------------- | -------------------------- | -------------------------- | -------------------------- |
| الدرجة القصوى °م (°ف)                          | 34.0 (93.2)                | 35.0 (95.0)                | 37.2 (99.0)                | 37.3 (99.1)                | 38.6 (101.5)               | 39.2 (102.6)               | 38.6 (101.5)               | 37.8 (100.0)               | 38.9 (102.0)               | 37.6 (99.7)                | 35.3 (95.5)                | 34.2 (93.6)                | 39.2 (102.6)               |
| متوسط درجة الحرارة الكبرى °م (°ف)              | 29.6 (85.3)                | 30.4 (86.7)                | 31.5 (88.7)                | 32.0 (89.6)                | 32.4 (90.3)                | 33.1 (91.6)                | 32.9 (91.2)                | 33.0 (91.4)                | 33.3 (91.9)                | 33.0 (91.4)                | 31.3 (88.3)                | 29.6 (85.3)                | 31.8 (89.2)                |
| متوسط درجة الحرارة الصغرى °م (°ف)              | 18.5 (65.3)                | 18.8 (65.8)                | 19.8 (67.6)                | 20.5 (68.9)                | 21.5 (70.7)                | 22.0 (71.6)                | 22.1 (71.8)                | 22.0 (71.6)                | 21.7 (71.1)                | 21.4 (70.5)                | 20.6 (69.1)                | 19.1 (66.4)                | 20.7 (69.3)                |
| أدنى درجة حرارة °م (°ف)                        | 13.8 (56.8)                | 15.0 (59.0)                | 14.7 (58.5)                | 15.0 (59.0)                | 15.6 (60.1)                | 16.8 (62.2)                | 16.7 (62.1)                | 16.9 (62.4)                | 16.5 (61.7)                | 16.5 (61.7)                | 15.6 (60.1)                | 15.0 (59.0)                | 13.8 (56.8)                |
| معدل هطول الأمطار مم (إنش)                     | 88.2 (3.47)                | 98.0 (3.86)                | 105.8 (4.17)               | 126.7 (4.99)               | 234.2 (9.22)               | 149.6 (5.89)               | 189.9 (7.48)               | 209.1 (8.23)               | 164.1 (6.46)               | 161.2 (6.35)               | 167.7 (6.60)               | 148.9 (5.86)               | 1٬843٫4 (72.57)            |
| متوسط الأيام الممطرة (≥ 1.0 mm)                | 10.8                       | 9.0                        | 9.4                        | 9.4                        | 13.9                       | 12.5                       | 15.9                       | 15.4                       | 11.7                       | 12.4                       | 13.1                       | 13.5                       | 147.0                      |
| المصدر: الإدارة الوطنية للمحيطات والغلاف الجوي |                            |                            |                            |                            |                            |                            |                            |                            |                            |                            |                            |                            |                            |

## أعلام
- وينستون آبرو
- رافاييل روكي
- رامون أورتيز
- خوسيه بينيا سوازو
- رافاييل رودريغيز